# Sphex cruciata
Sphex cruciata är en stekelart som beskrevs av Christ 1791. Sphex cruciata ingår i släktet Sphex och familjen Eumenidae. Inga underarter finns listade i Catalogue of Life.